# Erythranthe bracteosa
Erythranthe bracteosa är en gyckelblomsväxtart som först beskrevs av Pu Chiu Tsoong, och fick sitt nu gällande namn av Guy L. Nesom. Erythranthe bracteosa ingår i släktet Erythranthe och familjen gyckelblomsväxter. Inga underarter finns listade i Catalogue of Life.